# Aeroportul Regional Farmington
Aeroportul Regional Farmington (IATA: FAM, ICAO: KFAM, FAA LID: FAM) este un aeroport din Missouri, Statele Unite ale Americii.
Situat la o altitudine de 288,1884 m, aeroportul dispune de 1 pistă.

## Infrastructură

### Piste
Aeroportul dispune de o singură pistă. Pista 02/20 are suprafața de beton și dimensiunile 4.222 picioare × 75 picioare. 